# Praomys jacksoni
Praomys jacksoni — вид гризунів родини мишевих (Muridae). Він зустрічається в таких країнах: Ангола, Бурунді, Камерун, Центральноафриканська Республіка, Республіка Конго, Демократична Республіка Конго, Екваторіальна Гвінея, Габон, Гвінея, Кенія, Нігерія, Руанда, Південний Судан, Танзанія, Уганда та Замбія. Його природними середовищами існування є субтропічні або тропічні вологі рівнинні ліси, субтропічні або тропічні вологі гірські ліси, орні землі та сильно деградовані колишні ліси.

## Морфологічний опис
Це дрібний гризун з довжиною голови й тулуба від 94 до 131 мм, довжиною хвоста від 125 до 168 мм, довжиною стопи від 22 до 28 мм, довжиною вух від 15 до 22 мм і вагою до 59 грамів. Шерсть м'яка. Верх бурувато-сірий, з золотистими відблисками на боках і щоках. Низ сірий. Вуха дуже довгі, темні та безшерсті. Ноги дуже довгі й сіруваті. Хвіст довший за голову й тулуб, рівномірно коричневий і безшерстий.

## Поведінка
Це нічний, сутінковий і частково деревний вид. Легко лазить на дерева до 2 метрів. Будує гнізда в коротких тунелях і на схилах у високій рослинності. Харчується переважно фруктами.